# Réserve spéciale de la Forêt d'Ambre
La réserve spéciale de la Forêt d'Ambre , aussi appelée en malagasy alan'ny Ambohitra, est une réserve naturelle faisant partie du complexe d’aire protégée du parc national de la Montagne d'Ambre. Elle se situe au nord des communes de Joffreville et Sakaramy.
Elle compte une superficie de 4 810ha. Elle a un rôle de conservation uniquement.

## Flore et végétation

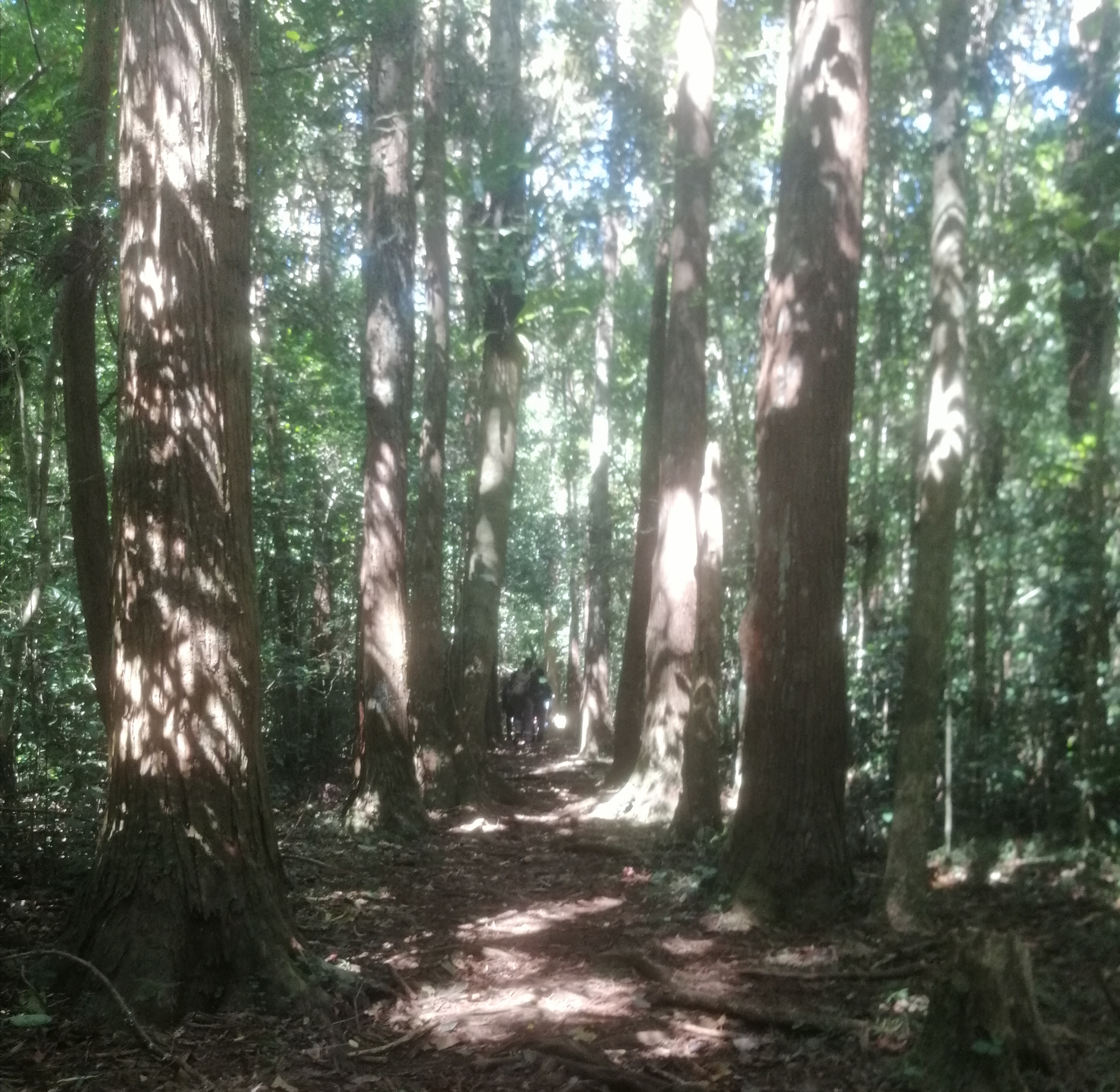
forêt d'Ambre

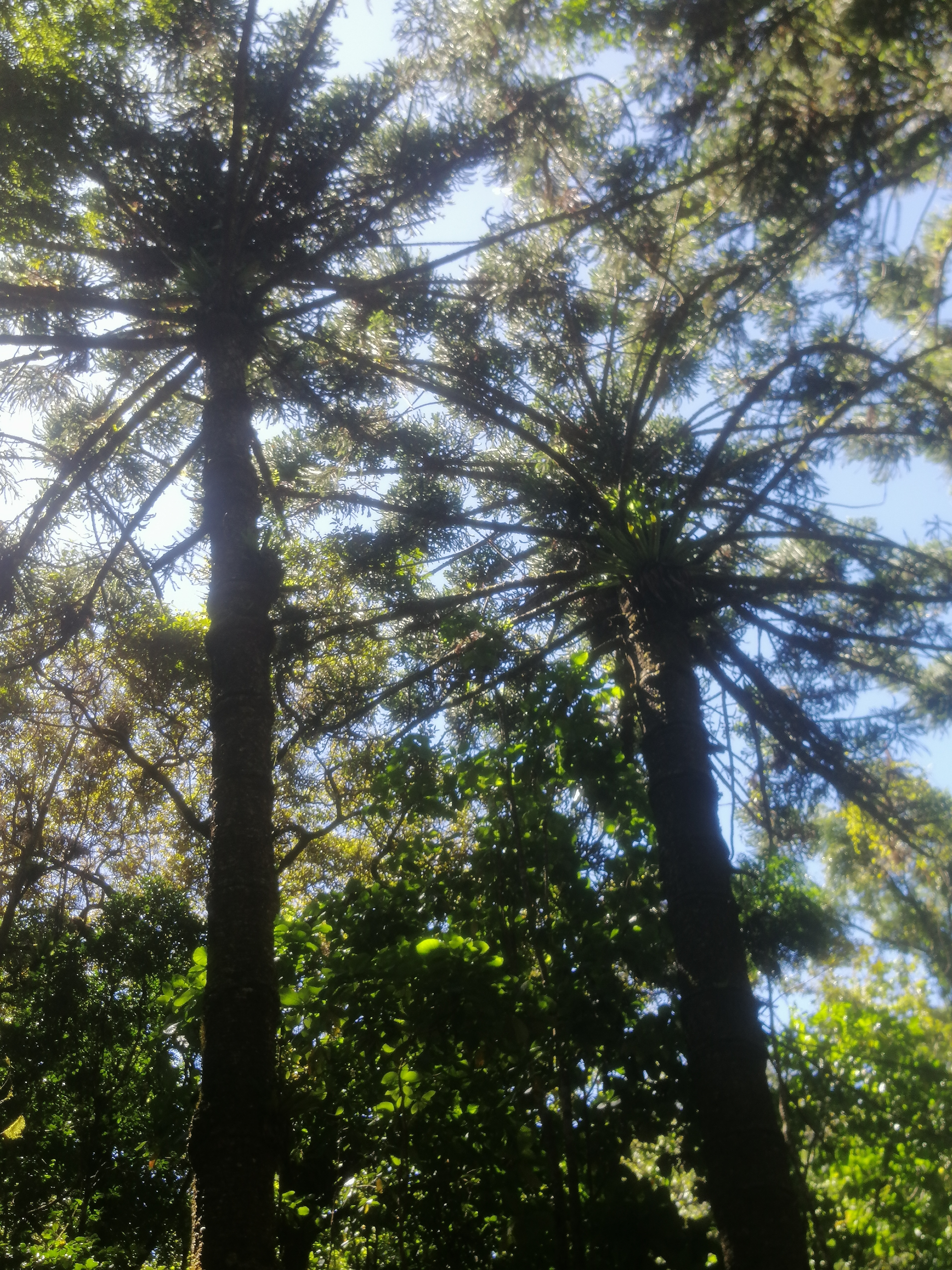
fougère arborescente de la Montagne d'Ambre

Le parc abrite une forêt tropicale humide avec un taux d'endémisme très élevé dont des milliers d'espèce de bois précieux comme : Dalbergia chlorocarpa et le Canarium madagascariensis. On y trouve plusieurs Oleacées de l'espèce Olea ambrensis, Olea capensis subsp. macrocarpa et Olea lancea.

## Faune
Dans le lac Mahery, la réserve abrite l’espèce endémique de poisson Pachypanchax sakaramyi, caractéristique de cette région du nord de la grande île.

## Hydrographie
la forêt d'Ambre à 2 978 mm en moyenne annuelle de pluviométrie. Il y a aussi un écosystème aquatique constitué par cinq (5) lacs de cratère d'où partent un réseau dense de cours d'eau dans le domaine de l'extrême nord de Madagascar .